# Monticello (Indiana)
Monticello – miasto w Stanach Zjednoczonych, w stanie Indiana, siedziba administracyjna hrabstwa White.